# Skelton-in-Cleveland
Skelton är en stad i civil parish Skelton and Brotton, i distriktet Redcar and Cleveland, i grevskapet North Yorkshire, i England. Orten har 6 396 invånare (2001). Staden nämndes i Domedagsboken (Domesday Book) år 1086, och kallades då Sceltun/Scheltun.